# ويليام بار
ويليام بار (بالإنجليزية: William Parr)‏ (1916 ببلاكبول في المملكة المتحدة - 8 مارس 1942 في المملكة المتحدة) هو لاعب كرة قدم بريطاني (وحمل سابقاً جنسية المملكة المتحدة لبريطانيا العظمى وأيرلندا) في مركز الهجوم. لعب مع نادي أرسنال ونادي بلاكبول ومنتخب إنجلترا الوطني لكرة القدم للهواة ‏ ودولويتش هاملت ونادي ويلدستون لكرة القدم.